# Lucas Martínez Lara
Lucas Martínez Lara (ur. 13 marca 1943 w Villa de la Paz, zm. 9 kwietnia 2016) – meksykański duchowny katolicki, biskup diecezjalny Matehuali w latach 2006-2016.

## Życiorys
Święcenia kapłańskie otrzymał 27 października 1968 i został inkardynowany do archidiecezji San Luis Potosí. Pracował przede wszystkim jako duszpasterz parafialny, był także m.in. wychowawcą i ojcem duchownym diecezjalnego seminarium oraz wikariuszem biskupim dla rejonu Zona Medina.
5 października 2006 papież Benedykt XVI mianował go biskupem diecezjalnym Matehuali. 14 grudnia tego samego roku z rąk arcybiskupa Luisa Moralesa Reyesa przyjął sakrę biskupią. Funkcję sprawował do swojej śmierci.
Zmarł 9 kwietnia 2016.